# ريديتش (دائرة انتخابية في المملكة المتحدة)
ريديتش (بالإنجليزية: Redditch)‏ هي إحدى الدوائر الانتخابية في المملكة المتحدة الممثلة في مجلس العموم في برلمان المملكة المتحدة.
عضو البرلمان الذي يمثلها حالياً هو :Rt Hon Jacqui Smith (Lab).